# Syndroom van Omenn
Het syndroom van Omenn is een autosomaal recessieve gecombineerde ernstige immunodeficiëntie, een vorm van SCID. Het wordt veroorzaakt door mutaties in recombinatie activatie genen (RAG1 en RAG2). Deze genen zorgen voor de variabiliteit in de receptoren van de T en B-cellen, die ervoor zorgt dat zij specifieke receptoren kunnen maken om antilichamen te herkennen. Als deze genen door een mutatie niet werken, ontstaan er niet-functionerende T-cellen en worden er geen B-cellen gemaakt. Het syndroom werd voor het eerst beschreven in 1965 door Gilbert S. Omenn, vierdejaarsstudent aan de Harvard Medical School.